# 이래
이래(李來, 1362년 ~ 1416년)는 고려 말기와 조선 초기의 문신으로 초명은 이내(李徠), 자는 낙보(樂甫)·안국(安國), 시호는 경절(景節), 본관은 경주이다.

## 생애
1362년에 고려 시대에 우정언(右正言)을 역임한 이존오(李存吾)의 아들로 태어났으나 1371년에 이존오가 사망하면서 전객녹사(典客錄事)에 특임되었다. 어린 시절에는 우현보(禹玄寶)의 문인으로 활동했고 1383년에는 문과에 급제했다. 공양왕 시절에는 우사의대부(右司議大夫)에 올랐지만 1392년에 정몽주가 피살되면서 계림에 유배되었다.
유배 생활에서 풀려난 이후에는 충청도 공주에 은거했고 1399년에는 좌간의대부(左諫議大夫)로 등용되었다. 1400년에는 회안대군(이방간)이 일으킨 제2차 왕자의 난을 진압한 공로를 인정받아 태종(이방원)으로부터 추충좌명공신(推忠佐命功臣) 2등에 올랐고 나중에 좌군동지총제(左軍同知摠制), 계림군(鷄林君) 칭호를 받게 된다.
1402년에는 첨서승추부사(僉書承樞府事), 사간원 대사간(大司諫)을 거쳐 공조(工曹) 판서로 임명되었다. 1404년에는 정조사(正朝使) 자격으로 명나라를 방문했고 나중에 사헌부 대사헌으로 임명되었다. 1405년에는 예문관 대제학, 1407년에는 경연관(經筵官), 좌빈객(左賓客)으로 임명되었으며 1408년에는 지의정부사(知議政府事) 겸 판경승부사(判敬承府事)로 임명되었다. 1416년에 사망한 이후에 종묘에 배향되었다.